# اسماعیل‌آباد (سیرجان)
اسماعیل‌آباد روستایی در دهستان محمودآبادسید بخش زیدآباد شهرستان سیرجان استان کرمان ایران است.

## جمعیت
بر پایه سرشماری عمومی نفوس و مسکن در سال ۱۳۹۵ جمعیت این مکان ۶۰ نفر (۲۲خانوار) بوده‌است.